# The Mills Brothers
The Mills Brothers, a veces conocidos como Four Mills Brothers, y originariamente conocidos como Four Kings of Harmony, era un cuarteto vocal estadounidense de jazz y pop tradicional que estuvo activo entre 1928 y 1982. Realizaron más de 2000 grabaciones que vendieron más de 50 millones de copias y obtuvieron al menos tres docenas de discos de oro.
The Mills Brothers fueron los primeros artistas afroamericanos en tener su propio programa en una cadena de radio nacional (en CBS en 1930) y los primeros en alcanzar el número 1 en la lista de sencillos de Billboard, con Paper Doll en 1943. Hicieron apariciones en películas y fueron incluidos en el Salón de la Fama de los Grupos Vocales en 1998.

## Historia

### Primeros años
The Mills Brothers nacieron en una familia de nueve en Piqua, Ohio, Estados Unidos.
El cuarteto estaba formado por Donald (voz de tenor principal, 29 de abril de 1915 - 13 de noviembre de 1999), Herbert (voz de tenor, 2 de abril de 1912 - 12 de abril de 1989), Harry (voz de barítono, 9 de agosto de 1913 - 28 de junio de 1982) y John Jr. (guitarra, contrabajo, voz; 19 de octubre de 1910 - 23 de enero de 1936).
Su padre, John Hutchinson Mills (11 de febrero de 1882 - 8 de diciembre de 1967), fue barbero con su propio local y tenía un cuarteto vocal del estilo conocido como Barbershop quartet. Era hijo de William Hutchinson Mills y Cecilia Simms que vivían en Bellefonte, Pensilvania.
A medida que los niños crecieron, comenzaron a cantar en el coro de la Iglesia Episcopal Metodista Africana de Cyrene y en la Iglesia Bautista de Park Avenue en Piqua. Después de las clases en Spring Street Grammar School, se reunían frente a la barbería de su padre o en la esquina para actuar. Participaron en un concurso de aficionados en la Ópera de May, pero cuando estaban ya en el escenario, Harry se dio cuenta de que había perdido su kazoo. Entonces improvisó tapándose la boca con la mano e imitando el sonido de una trompeta. A los hermanos les gustó tanto la idea que la incorporaron a sus actuaciones. John, la voz que hacía el bajo, imitaba la tuba. Harry, un barítono, imitaba la trompeta, Herbert se convirtió en la segunda trompeta y Donald en el trombón. John acompañó la armonía de cuatro voces con el ukelele y luego con la guitarra. Practicaron imitando a las orquestas que escuchaban en la radio.

### Ascenso al estrellato
En 1928, después de actuar en la Opera House de May en Piqua como teloneros de Rin Tin Tin, los hermanos acompañaron a la Harold Greenameyer Band a Cincinnati para una audición en la emisora de radio WSAI. La emisora no contrató a la banda, pero sí a los hermanos Mills. Con la ayuda de Seger Ellis, un DJ de WLW Cincinnati, se convirtieron en estrellas de la radio local, y consiguieron su gran oportunidad cuando Duke Ellington y su orquesta actuaron en Cincinnati. Cuando los jóvenes cantaron para Duke, éste llamó a Tommy Rockwell de Okeh Records, quien les fichó y llevó al grupo a la ciudad de Nueva York.
En septiembre de 1930, Ralph Wonders instó al ejecutivo de radio William S. Paley, de CBS Radio en Nueva York, a encender el altavoz de su oficina y escuchar una audición de cuatro jóvenes. Para la audición se hacían llamar "The Mills Brothers", pero antes habían sido conocidos por muchos otros nombres. Fueron anunciados como "The Steamboat Four" cuando cantaron para la empresa Sohio. Se hicieron llamar los "Cuatro chicos y una guitarra" en sus programas dominicales. Cuando Paley escuchó su actuación, inmediatamente bajó las escaleras y los sacó en directo en la emisora. Al día siguiente, The Mills Brothers firmaron un contrato de tres años y se convirtieron en los primeros afroamericanos en tener un programa de radio en la cadena.
Su primera grabación para Brunswick Records, una versión del estándar "Tiger Rag" de Original Dixieland Jass Band, se convirtió en un éxito de ventas en todo el país y alcanzó el número 1 en las listas de éxitos en una versión con letra de Harry DaCosta. Vendió más de un millón de copias y la RIAA le otorgó un disco de oro.
Siguieron otros éxitos: "Goodbye Blues", "Nobody's Sweetheart", " Ole Rockin 'Chair ", " Lazy River ", "How'm I Doin'", y otros. Permanecieron en Brunswick hasta finales de 1934, cuando firmaron con Decca, donde permanecieron hasta bien entrada la década de 1950. En todos sus discos de Brunswick, así como en los primeros con Decca, los discos incluían la advertencia: "No se utilizan instrumentos musicales ni dispositivos mecánicos en esta grabación que no sea una guitarra".
Fueron un éxito en CBS en 1930-1931, sobre todo cuando coprotagonizaron el popular programa The Fleischmann's Yeast Hour presentado por Rudy Vallee. De 1932 a 1933 tuvieron una serie de radio en la que fueron anunciados como los "Cuatro chicos y una guitarra". Antes de su programa, los locutores explicaban a los oyentes que el único instrumento era una guitarra, ya que los efectos vocales hicieron creer a muchos oyentes que lo que oían eran instrumentos de viento. Los hermanos fueron patrocinados por Standard Oil, Procter & Gamble, Crisco y Crosley Radio. Comenzaron también a aparecer en películas. La primera, The Big Broadcast (Paramount Pictures, 1932) fue un desfile de estrellas de la radio, entre las que estaban Bing Crosby, Cab Calloway y las Boswell Sisters. También hicieron tres cortos de dibujos animados para los estudios Fleischer.
Entre 1933 y 1935, los hermanos intervinieron junto a Crosby en Woodbury Soap en el programa de radio Bing Crosby Entertains de la CBS, haciendo 27 apariciones en total. También grabaron sus clásicos "Lazy Bones", "Sweet Sue", " Lulu's Back In Town ", "Bye-Bye Blackbird", "Sleepy Head" y "Shoe Shine Boy". Sus apariciones en películas incluyeron Twenty Million Sweethearts (Warner Brothers, 1934), Operator 13 (MGM, 1934) y Broadway Gondolier (Warner Brothers, 1935).
En 1934, The Mills Brothers se convirtieron en los primeros afroamericanos en actuar para la realeza británica. Actuaron en el Regal Theatre ante los reyes Jorge V y Maria de Teck. Mientras actuaban en Inglaterra, John Jr. se enfermó. Murió a principios de 1936. Su padre, John Sr. reemplazó a John Jr. como bajo y tuba. En ese momento, Bernard Addison se unió a los Mills Brothers como guitarrista.

### Años de guerra
A lo largo de 1939, el grupo disfrutó de un éxito notable en Europa.
En el período entre la muerte de John Jr. y su regreso a Estados Unidos, volvieron a grabar "Lazy River". Después grabaron "Someday You'll Want Me to Want You", "Swing is the Thing", "Long About Midnight", "Organ Grinder's Swing" y "The Song is Ended". Honraron a Duke Ellington con una versión swing de su "Caravan" y luego produjeron una serie de grabaciones clásicas; "South of the Border", que tocaron en una gira por Sudamérica, junto con "Ain't Misbehavin'", "It Don't Mean a Thing", "Jeepers Creepers", "Three Little Fishies" y "Basin Street Blues".[cita requerida]
Durante esta época, también hubo un breve período en el que el grupo actuó con un cantante que no era de la familia. Gene Smith sustituyó durante un año a Harry cuando fue reclutado en el Ejército. Aunque el canto en solitario de Smith no se parecía al sonido habitual del grupo, pudo armonizar bien hasta el regreso del cuarto hermano. Se puede ver a Smith en varias apariciones en cine de los Mills Brothers.[cita requerida]
Al regresar a los Estados Unidos, los hermanos estaban ansiosos por lograr un éxito y grabaron "I'll be Around" en 1943. Donald Mills eligió "Paper Doll" como cara B del disco. "I'll Be Around" se convirtió en un éxito. Luego un disc jockey le dio la vuelta al disco. Y "Paper Doll", grabado en quince minutos, vendió seis millones de copias y se convirtió en el mayor éxito del grupo.

### Años de posguerra
El auge del rock and roll no impidió que siguiera la popularidad de The Mills Brothers. "Glow Worm" llegó al número dos en las listas de éxitos en 1952. "Opus One", una versión actualizada del éxito de Tommy Dorsey, también alcanzó las listas de éxitos, seguida de " You're Nobody till Somebody Loves You", "The Jones Boy", "Yellow Bird", "Standing on the Corner" y "If I Had My Way". El grupo también alcanzó el puesto número 10 en la lista de sencillos del Reino Unido en enero de 1953. Fue el quinto récord de ventas para The Mills Brothers.
En 1956, John Sr., a la edad de 68 años, dejó de ir de gira con el grupo. Como trío, The Mills Brothers aparecían con frecuencia en programas de televisión y de variedades. Después de dejar la discográfica Decca por Dot Records, tuvieron un éxito en 1958 con una versión del "Get a Job" de The Silhouettes. Alcanzaron las listas con "Yellow Bird", dos años antes de que la versión de Arthur Lyman fuera un éxito que logró el Top 10. "Cab Driver", escrita por Carson Parks y grabada en 1968, fue su último éxito (alcanzó el puesto 23 de la lista de música pop y el número 3 del género easy listening).

### Años más recientes
El quincuagésimo aniversario de The Mills Brothers en el mundo del espectáculo se celebró en 1976 con un homenaje en el Dorothy Chandler Pavilion en Los Ángeles, presentado por Bing Crosby. En ese momento, Harry estaba casi ciego debido a una diabetes.
Como trío, Herbert, Harry y Donald continuaron actuando en el circuito de grupos clásicos hasta la muerte de Harry en 1982. Herbert y Donald continuaron hasta la muerte de Herbert en 1989. Luego, Donald comenzó a actuar con su hijo, John II. En 1998, The Recording Academy de Estados Unidos reconoció la aportación de la familia Mills a la música popular otorgando a Donald, como único miembro superviviente del grupo, un premio Grammy a la carrera artística.

Después de la muerte de Donald por neumonía el 13 de noviembre de 1999, John II se convirtió en el próximo miembro de la familia en realizar una gira bajo el nombre de "The Mills Brothers" con Elmer Hopper, quien anteriormente había cantado con el grupo The Platters. A veces se les unía el hermano mayor de John II, Don Mills, Jr.

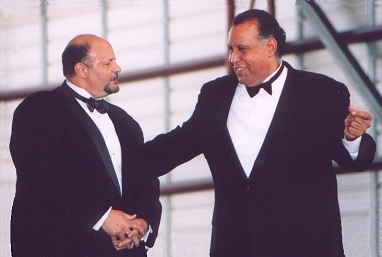
The Mills Brothers en concierto, marzo de 2005
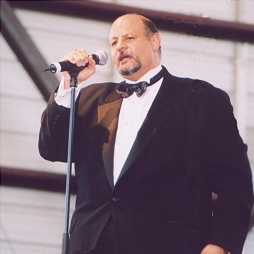
John Mills, hijo, nieto y sobrino de los miembros del grupo original
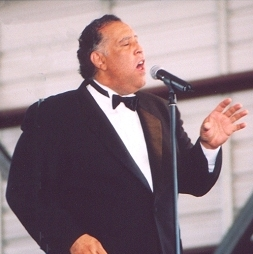
Elmer Hopper, quien pasó 21 años con The Platters

El 25 de junio de 2019, The New York Times Magazine incluyó a The Mills Brothers entre los cientos de artistas cuyo material, según los informes, fue destruido en el incendio de Universal Studios de 2008.

## Discografía
- Famous Barber Shop Ballads Volume One (Decca, 1946)
- Famous Barber Shop Ballads Volume Two (Decca, 1949)
- Souvenir Album (Decca, 1950)
- Wonderful Words (Decca, 1951)
- Meet the Mills Brothers (Decca, 1953)
- Four Boys and a Guitar (Decca, 1954)
- Louis Armstrong and the Mills Brothers (Decca, 1954)
- Singin' and Swingin'  (Decca, 1956)
- Memory Lane (Decca, 1956)
- One Dozen Roses (Decca, 1957)
- The Mills Brothers in Hi-Fi: Barbershop Ballads (Decca, 1958)
- In a Mellow Tone (Vocalion, 1958)
- Mmmm...The Mills Brothers (Dot, 1958)
- In a Mellow Tone (Vocalion, 1958)
- Sing (London, 1959)
- Merry Christmas (Dot, 1959)
- Greatest Barbershop Hits (Dot, 1959)
- Let Me Call You Sweetheart (Dot, 1959)
- Great Hits (Dot, 1958)
- Glow with the Mills Brothers (Decca, 1959)
- Harmonizin' With (Decca, 1959)
- Barbershop Harmony (Decca, 1960)
- San Antonio Rose (Dot, 1961)
- Yellow Bird (Dot, 1961)
- Great Hawaiian Hits (Dot, 1961)
- Sing Beer Barrel Polka and Other Golden Hits (Dot, 1962)
- The End of the World (Dot, 1963)
- Say Si Si (Dot, 1964)
- Gems by the Mills Brothers (Dot, 1964)
- Sing for You (Hamilton, 1964)
- The Mills Brothers Today! (Dot, 1966)
- The Mills Brothers in Tivoli (Dot, 1966)
- These Are the Mills Brothers (Dot, 1966)
- Anytime! (Pickwick, 1967)
- The Board of Directors with Count Basie (Dot, 1967)
- The Board of Directors Annual Report with Count Basie (Dot, 1968)
- My Shy Violet (Dot, 1968)
- Fortuosity with Sy Oliver (Dot, 1968)
- Dream a Little Dream of Me (Pickwick, 1968)
- Till We Meet Again (Pickwick, 1968)
- Dream (Dot, 1969)
- The Mills Brothers in Motion (Dot, 1969)
- No Turnin' Back (Paramount, 1970)
- What a Wonderful World (Paramount, 1972)
- A Donut and a Dream (Paramount, 1972)
- Louis and the Mills Brothers (MCA Coral, 1973)
- Half a Sixpence with Count Basie (Vogue, 1973)
- Opus One (Rediffusion, 1973)
- Lazy River (Pickwick 1974)
- Cab Driver (Ranwood, 1974)
- Inspiration (ABC Songbird, 1974)
- The Mill Brothers and Country Music's Greatest Hits (Ranwood, 1975)
- Original Radio Broadcasts (Mark56, 1975)
- 50th Anniversary (Ranwood, 1976)
- Command Performance! (Ranwood, 1981)
- Copenhagen '81 (51 West, 1983)
- Jeepers Creepers (Pegasus, 2000)
- 65 Hits : The Mills Brothers (99 Music, 2015)

## Apariciones en películas
- The Big Broadcast (1932)
- I Ain't Got Nobody (1932)
- Dinah (1933)
- When Yuba Plays the Rhumba on the Tuba (1933)
- Operator 13 (1934) con Marion Davies y Gary Cooper
- Strictly Dynamite (1934)
- Twenty Million Sweethearts (1934)
- Broadway Gondolier (1935)
- Sing as You Swing (1937)
- Chatterbox (1943)
- He's My Guy (1943)
- Hit Tune Jamboree (1943)
- Reveille with Beverly (1943)
- Rhythm Parade (1943)
- Cowboy Canteen (1944)
- Lazy River (1944)
- The Fight Never Ends (1947)
- Daddy's Little Girl (1950)
- When You're Smiling (1950)
- The Mills Brothers on Parade (1956)[15]

Don't Look Up, 2021. The character Randal Mindy in this movie makes mention of this band and talks about his biography.